# コンティ公

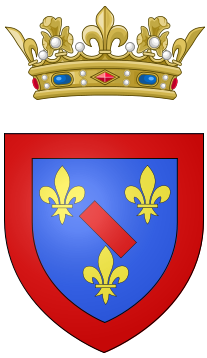
コンティ公の紋章

コンティ公（コンティこう、フランス語: prince de Conti）は、フランス王国の貴族。ブルボン＝コンデ家の分家である。

## 歴史
コンティ公の名前はフランス北部、アミアン南西約35キロメートルのコンティに由来する。コンティは1551年にブルボン＝コンデ家の初代コンデ公ルイ・ド・ブルボンがエレオノール・ド・ルシー・ド・ロワイエと結婚したことでコンデ公領となっていた。
ルイの三男フランソワ・ド・ブルボンはコンティ侯爵に叙され、後にコンティ公爵に昇格したが、唯一の男子が1610年に死去、フランソワ自身も1614年に死去したことで爵位は断絶した。
1629年、コンティ公の爵位は復活し、コンデ公アンリ2世の次男アルマン・ド・ブルボン（大コンデも弟でもあった）に与えられた。ブルボン家がフランスを統治していた時期、すなわちアンリ4世の治世からルイ＝フィリップ1世の治世まで、コンティ公はフランス王国におけるプランス・ドゥ・サンとされた。

## コンティ侯爵と公爵の一覧

### コンティ侯爵
- フランソワ・ド・ブルボン（英語版）（在位: 1558年 - 1581年） - 1581年、公爵に昇格

### コンティ公爵（第1期）
- フランソワ・ド・ブルボン（在位: 1581年 - 1614年）

直系の継承者がいなかったため、コンティ公爵家は1614年に断絶した。

### コンティ公爵（第2期）
- アルマン（在位: 1629年 - 1666年）
- ルイ・アルマン1世（在位: 1666年 - 1685年）
- フランソワ・ルイ（在位: 1685年 - 1709年）
- ルイ・アルマン2世（在位: 1709年 - 1727年）
- ルイ・フランソワ1世（在位: 1727年 - 1776年）
- ルイ・フランソワ2世（在位: 1776年 - 1814年）

ルイ・フランソワ2世は嫡出子を残さずに死去したため、コンティ公家は断絶した。